# Yêu dùm cô chủ
Ngao Asoke (tên tiếng Thái: เงาอโศก, tên tiếng Việt: Yêu giùm cô chủ / Bóng hình trong tim) là bộ phim truyền hình Thái Lan. Bộ phim hiện nay đã làm 3 phiên bản năm 1999, 2008 và 2016. Phiên bản 2008 với sự tham gia của Nawat Kulrattanarak và Peung Kunya Leenuttapong tạo nên hiệu ứng mạnh mẽ và là một trong những bộ phim ăn khách nhất thời điểm này không chỉ tại Thái Lan mà còn các nước châu Á khác, đặc biệt là Việt Nam. Tám năm sau, hãng Exact tiếp tục làm tiếp phiên bản 2016 với sự tham gia của Esther Supreeleela và Sean Jindachot, lượng theo dõi của bộ phim không hề suy giảm và là một trong cặp đôi ăn ý được lòng khán giả trẻ.

## Nội dung
Phim là câu chuyện xảy ra tại đất nước Thái Lan xinh đẹp thời kì những năm 1957 – 1963, khi Thái Lan vẫn còn là một nước bán thuộc địa chịu sự chi phối của Anh, Pháp và Mỹ. Cũng trong thời kì này, chế độ chủ nô vẫn còn ám ảnh xã hội Thái Lan rất nhiều.
Phim xoay quanh bi kịch của gia tộc Mahathada quyền quý khi cô hầu Lukkana chỉ vì trót yêu cậu chủ mà bị ép phải tự tử. Giận mẹ mình đã đẩy người vô tội vào chỗ chết, Monthai quyết định bỏ sang nước ngoài du học và thề không trở về ngôi nhà luôn gợi lại những kí ức ám ảnh đau buồn đó nữa.
Bpeeyachat là một cô bé mồ côi cha mẹ, cô bé sống với bà ngoại từ nhỏ, không may gia đình của Viyada gây tai nạn khiến bà của cô qua đời. Không còn cách khác, cô trở thành người hầu cho gia đình của nhà Viyada. Viyada đối xử với cô thậm tệ nhưng Wiparwarn - em gái luôn đối tốt với cô. Cô âm thầm thích cậu chủ của mình.
Hóa ra, trong suốt những năm đầu người yêu đi du học, Viyada luôn hoạnh họe, sai bảo nàng hầu Bpeeyachat giúp mình viết thư cho Monthai. Tuy nhiên, đến một ngày Viyada không thể chờ đợi Monthai được nữa, cô đã phản bội anh. Vì sợ Monthai biết được sự thật nên cô hầu Bpeeyachat đã âm thầm tự mình viết thư tình gửi cậu chủ dưới danh nghĩa Viyada, đồng thời tìm cách níu kéo tình cảm của cô chủ trở về bên cậu chủ, dù lúc này bản thân nàng đã rất yêu Monthai...
Tiếc thay, mọi nỗ lực của nàng hầu đáng thương đều đổ sông đổ biển, bởi cô chủ Viyada đã thay lòng đổi dạ, quyết tâm mồi chài những người đàn ông giàu có, mặc cho gia đình chồng tương lai nhờ cậy đến chăm sóc cho mẹ Monthai đang trong cơn điên loạn. Đến khi chẳng đặng đừng, Viyada thoái thác toàn bộ trách nhiệm chăm sóc mẹ Monthai cho Bpeeyachat, buộc lòng Bpeeyachat phải đóng giả Viyada trước mặt mẹ Monthai để có thể chăm sóc bà...
Rồi cũng đến ngày Monthai trở về, nhưng trớ trêu thay Bpeeyachat lại trở thành "cái gai" trong mắt cậu chủ, anh cho rằng cô tiếp cận và giả làm Viyada phụng dưỡng mẹ mình chỉ vì gia sản. Trong khi đó, anh vẫn tuyệt đối tin tưởng tình yêu của Viyada và lên kế hoạch kết hôn cùng cô. Còn về phía Viyada, ngay khi hay tin vị hôn phu đẹp trai giàu có của mình trở về, cô chủ xấu tính này vội vã chuyển đến nhà anh sống và không ngừng bày trò hãm hại Bpeeyachat khi thấy cô hầu gái nhận được tình thương của mẹ Monthai.
Quá đáng hơn, Viyada còn lên kế hoạch để người tình của mình giở trò đồi bại với Bpeeyachat. Thậm chí, cô còn âm mưu lấy mạng mẹ Monthai để xóa sổ bất cứ ai có thể cản trở cuộc hôn nhân của mình... Liệu Monthai có nhận ra được bộ mặt thật của cô gái anh sắp lấy làm vợ? Còn số phận cùng tình yêu chôn giấu bao năm của cô hầu gái hiền lành Bpeeyachat sẽ ra sao?

## So sánh các phiên bản
- Phiên bản 1999 [CH7]: Eksarat Sarasuk - Isiriya Saisanan

Khác với 2 phiên bản sau, bối cảnh ở phiên bản 1999 là hiện đại khi mà việc gửi thư tay vẫn còn phổ biến vì chưa có sự ra đời của mạng xã hội. Ngoài ra, Yêu giùm cô chủ 1999 cũng là bộ phim đã đưa Isiriya lên hàng nữ chính của CH7 thời bấy giờ.
- Phiên bản 2008 [CH5]: Nawat Kulrattanarak - Peung Kunya Leenuttapong

Yêu giùm cô chủ 2008 không chỉ khiến tên tuổi Pong Nawat càng thêm hot vì trước đó cùng năm anh đã từng gây bão qua phim Trận chiến của những thiên thần, mà còn giúp Peung trở nên nổi tiếng. Tuy nhiên sau đó Peung bỗng nhiên im ắng và không tham gia đóng phim nữa. 
- Phiên bản 2016 [OneHD]: Sean Jindachot - Esther Supreeleela

Phiên bản 2016 đã thật sự mang đến nét tươi mới, hình ảnh và kỹ thuật ghi hình thì có sự đầu tư trau chuốt hơn... Cặp đôi chính đã từng gây bão với khán giả qua các bộ phim trước đó là Leh Ratree (Hôn nhân giả) và Cô vịt xấu xí 4: Thiên đường mỹ nam...
Một điểm không thể bỏ qua khi so sánh ba phiên bản chính là kết thúc cuối phim. Tuy đều là happy ending nhưng dường như sự mỹ mãn có phần giảm bớt theo thời gian. Trong khi phiên bản 1999 có một đám cưới đáng yêu, thì phiên bản 2008 kết thúc ở màn cầu hôn và phiên bản 2016 càng đơn giản hơn với lời tỏ tình và hứa hẹn ngọt ngào của cậu Mon với Bpee.
Một số tình tiết khác cũng được thay đổi, ví dụ như trong phiên bản 2016, cậu Mon đi du học Mỹ thay vì đi Úc như trong phiên bản trước. Nhân vật bác sĩ Geua cũng được xây dựng trẻ hơn cậu Mon. Ngay cả họ của nữ chính Bpee trong 2 phiên bản sau cũng khác so với phiên bản 1999.

## Diễn viên
| Phiên bản              | Năm 1999                         | Năm 2008                      | Năm 2016                      |
| ---------------------- | -------------------------------- | ----------------------------- | ----------------------------- |
| Đài                    | Ch7                              | Ch5                           | OneHD                         |
| Ngày phát sóng         | 10/08 - 27/09                    | 09/06 - 30/07 (thứ 2 - thứ 5) | 07/09 - 29/12 (thứ 4 & 5)     |
| Monthai/Mone           | Ekarat Sarasuk                   | Nawat Kulrattanarak           | Sean Jindachot                |
| Bpeeachat/Bpee         | Isariya Saisanan                 | Kunya Leenuttapong            | Esther Supreeleela            |
| Viyada                 | Jamie Bouher                     | Panward Hemanee               | Punwarot Duaysienklao         |
| Khun Ying Tuptim       | Patravadi Mejudhon               | Karnjana Jindawat             | Savitree Samipak              |
| Dì Monthai             | Orasa Isarangkul Na Ayutthaya    | Deuntem Salitul               | Prathana Suchookorn           |
| Pong In                | Napassakorn Midaim               | Apinun Prasertwattanakul      | Nat Thephussadin Na Ayutthaya |
| Anucha                 | Chokchai Charoensuk              | Oak Smith                     | Korakot Tunkaew               |
| Wiparwarn              | Amaraporn Sudsainet              | Kalaya Jirachaisakdecha       | Airin Yoogthatat              |
| Kru Maeward            | Phawadee Wichianrat              | Pijitra Siriwetchapan         | Rathfar Chaichueanjit         |
| Keitchai               | Athiwad Sanidwong Na Ayoodthayaa | Boriboon Junreurng            | Pattarapol Kantapoj           |
| Mor Guer               | Tanongsak Supakan                | Rungruang Anantaya            | Jaruwat Cheawaram             |
| Setthi                 | Panatda Komaratat                | Nattapong Chartpong           | Nattharat Kornkaew            |
| Lakkana                | ไข่มุก ปิ่นดอกไม้                     | Pitchaya Chaowalit            | Rattanapond Klinkulabhiran    |
| Bà của Bpeeachat       | Sineenart Pothives               | Pisamai Wilaisak              | Sansanee Wattananukul         |
| Bố Viyada - Wiparwarn  | อนุสรณ์ เตชะปัญญา                   | Wiwat Phasomsab               | Sattawat Doonwichit           |
| Mẹ Viyada - Wiparwarn  | Alisa Kajornchaiyakul            | Paweena Charivsakul           | Nahathai Pichitra             |
| Mẹ Lakkana             | Areewan Chatthong                | Vasidtee Srilofung            | Khwanruedi Klomklom           |
| Bố Monthai             | Kurkkiat Panpipat                | Sompob Benjathikul            | Jukrit Ammarat                |
| Bpeeachat/Bpee hồi nhỏ | Yardthip Rajpal                  | Nattatida Damrongwisetphanit  | Chinaradee Anupongpichat      |

## Ca khúc nhạc phim
- แสงและเงา / Saeng Lae Ngao - Wichayanee Pearklin (2008)
- แสงและเงา / Saeng Lae Ngao - Matang Radapdao (2016)

## Rating
- Tập 1: 1.2
- Tập 2: 1.4
- Tập 3: 1.5
- Tập 4: 2.2
- Tập 5: 2.1
- Tập 6: 2.5
- Tập 7: 2.36
- Tập 8: 2.4
- Tập 9: 2.0
- Tập 10: 2.2
- Tập 11: 2.7
- Tập 12: 2.3
- Tập 13: 2.3
- Tập 14: 2.4
- Tập 15: 2.5
- Tập 16: 2.8
- Tập 17: 2.9
- Tập 18: 3.5
- Tập 19: 2.1

Trung bình: 2.28